# ناهد جبر
ناهد جبر (11 يوليو 1945 -)، مخرجة وممثلة سينمائية ومسرحية مصرية.

## عن حياتها
هي ابنة اللواء عبد الفتاح جبر وشقيقة منى جبر، تخرجت من المعهد العالي للسينما قسم إخراج وعملت في أفلام قليلة حيث اكتشفها المخرج حلمي حليم في نهاية الستينيات، ركزت نشاطها على التليفزيون والمسرح فقامت بإخراج أفلام للتليفزيون هي:«موسيقى رخيصة» و«رجل طيب» ومن المسلسلات التي عملت بها:«أبرياء في قفص الإتهام» و«عائلة الأستاذ شلش» وعملت في مسرحيات مثل «شاهد ما شافش حاجة» «هالة حبيبتي» تزوجت من لاعب الكرة عصام بهيج ثم من الممثل سناء شافع وعادت إلى زوجها الأول مرة أخرى.

## أعمالها

### الأفلام
- 1969: حكاية من بلدنا
- 1970: أشياء لا تشترى
- 1972: جريمة لم تكتمل
- 1972: بنت بديعة
- 1977: السقا مات
- 1978: سلطانة الطرب
- 1978: رجب فوق صفيح ساخن
- 1978: أيام العمر معدودة
- 1978: الكلمة الأخيرة
- 1979: ولا عزاء للسيدات
- 1979: عاصفة من الدموع
- 1980: دموع بلا خطايا
- 1982: وضاع حبي هناك
- 1985: الإنس والجن
- 1986: البرىء والمشنقة
- 1987: موعد مع القدر
- 1993: لصوص خمس نجوم
- 1993: المنسي
- 1995: ضربة جزاء
- 1997: حب من ثلاثة أطراف
- 2000: وحياة قلبي وأفراحه

### المسلسلات
- 1970: سيداتي آنساتي
- 1971: صفارة سرحان
- 1971: الفراشة
- 1974: الحواجز الزجاجية
- 1975: غصن الزيتون
- 1976: الهاربان
- 1978: لعبة التفكير
- 1978: الأصابع الرهيبة
- 1980: الشبيهان
- 1981: سراب العمر الجميل
- 1982: زهرة البنفسج
- 1982: اللص الظريف
- 1984: أبرياء في قفص الاتهام
- 1988: اللقاء الثاني
- 1988: البيت الكبير
- 1990: عائلة الأستاذ شلش
- 1992: ألف ليلة وليلة
- 1993: أمهات في بيت الحب
- 1993: الثعلب
- 1994: قلب الأسد
- 1994: سر الغائب
- 1995: المال والبنون (ج2)
- 1996: عزبة المنيسي
- 1997: مرفوع مؤقتا من الخدمة
- 1997: شيء من الحنان
- 1997: الدوغري 90
- 1998: ويأخذنا تيار الحياة
- 1998: المهمة الاخيرة
- 1998: العيش والملح
- 1999: عفوا حبيبتي

### المسرحيات
- 1976: شاهد ماشافش حاجة
- 1980: من يضحك أخيرا
- 1985: هالة حبيبتي

### أعمالها كمخرجة
- رجل طيب (فيلم)[3]
- 1994: مصرع طائر بريء (سهرة تليفزيونية)